# 모이라 리스터

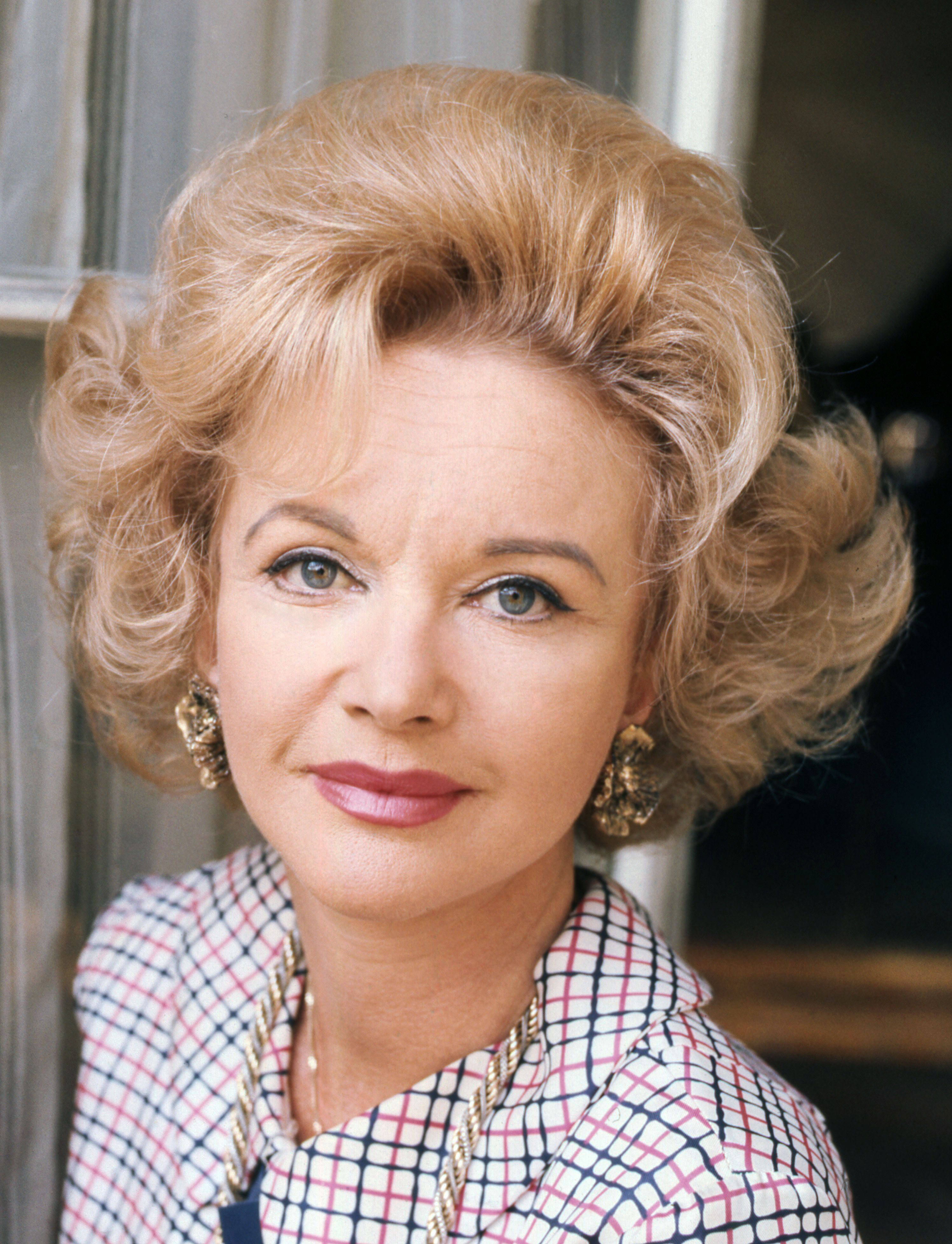

모이라 리스터(Moira Lister, 1923년 8월 6일 ~ 2007년 10월 27일)는 남아프리카 공화국의 배우, 작가이다.
케이프타운에서 태어났으며 케이프타운에서 사망하였다. 사인은 암이다.

## 영화
- 플러드 (2007년)
- 희생의 제물들 (1989년)
- 더블 맨 (1967년)
- 노란 롤스 로이스 (1964년)
- 27인의 표류자 (1957년)
- 애정은 깊은 바다와 같이 (1955년)
- 잔인한 바다 (1953년)
- 풀 오브 런던 (1951년)
- 원스 어 졸리 스왜그먼 (1949년) - 도티 리즈 역